# Sacromonte (Granada)
Il Sacromonte (o Sacramonte, come lo chiamano gli abitanti del luogo) è un quartiere della città di Granada, in Spagna, situato nella zona orientale della capitale granadina. È uno dei sei rioni che formano il distretto di Albaicín. Il Sacromonte confina con i quartieri di Albayzín, San Pedro, Realejo-San Matías, El Fargue e Haza Grande.
Si trova nella valle de Valparaíso e di fronte all'Alhambra, luoghi emblematici di Granada, che sono situati in ciascuna delle rive del fiume Darro, il cui nome pare derivi dall'espressione "D'auro" («d'oro») per i suoi famosi giacimenti sedimentari di questo metallo prezioso; è una bella zona formata da boschi di tipo mediterraneo e a galleria.
Il Sacromonte si presenta come un luogo pittoresco e idilliaco, nella periferia della città di Granada, il suo primo nome fu valle di Valparaíso. Nel XVI secolo, si verificò il ritrovamento di una serie di reliquie e di testi, che insieme all'apparizione dei famosi Libri plumbei nel monte de Valparaíso fece sì che si costituisse l'abbazia del Sacromonte. Attualmente nell'abbazia si conservano i Libri plumbei, dopo che furono restituiti dal Vaticano.
Il Sacromonte è il tradizionale sobborgo dei gitani granadini. Parlano in caló: oriundi dell'India, arrivarono in Spagna nel XV secolo, dopo aver vagato per l'Europa e l'Africa. Furono ritratti con grande maestria dal poeta Federico García Lorca nel suo libro Romancero gitano. La zambra, la popolare danza flamenca dei gitani di Granada, ebbe origine proprio nel quartiere del Sacromonte.

## L'origine
Le grotte sono le abitazioni abituali del Sacromonte; la loro origine non è molta chiara, dovendosi ricostruire a partire dal XVI secolo quando la popolazione musulmana ed ebrea fu espulsa dalle sue case. A questi si unirono i gitani di costumi nomadi. Così le grotte sorsero per gli emarginati, fuori dalle mura della città, per cui implicava stare fuori dal controllo amministrativo e dall'ordine ecclesiastico. Per scavare una grotta, in primo luogo si effettuava uno sterro del lato del colle prescelto, realizzando un taglio verticale che serviva da facciata. Di seguito nel centro si apriva un arco a tutto sesto, che serviva da porta e posteriormente si scavavano le stanze necessarie che il terreno permetteva. Le forme e i limiti di questa abitazione originale sono fissati dal terreno, dall'altitudine e dall'estensione dei colli. Di modo che non si trovano due grotte uguali. Questi elementi insieme con i sentieri, i burroni, le spianate, le facciate e gli interni imbiancati con la calce, configurano un paesaggio singolare che, unito ai costumi e ai mestieri dei suoi abitanti, danno carattere a questa singolare forma di vita.
Altra caratteristica fondamentale di questo quartiere sono le leggende che corrono per tutti i suoi angoli, una delle più notevoli è quella del Burrone dei Neri (Barranco de los Negros).

## Leggenda delBarranco de los Negros

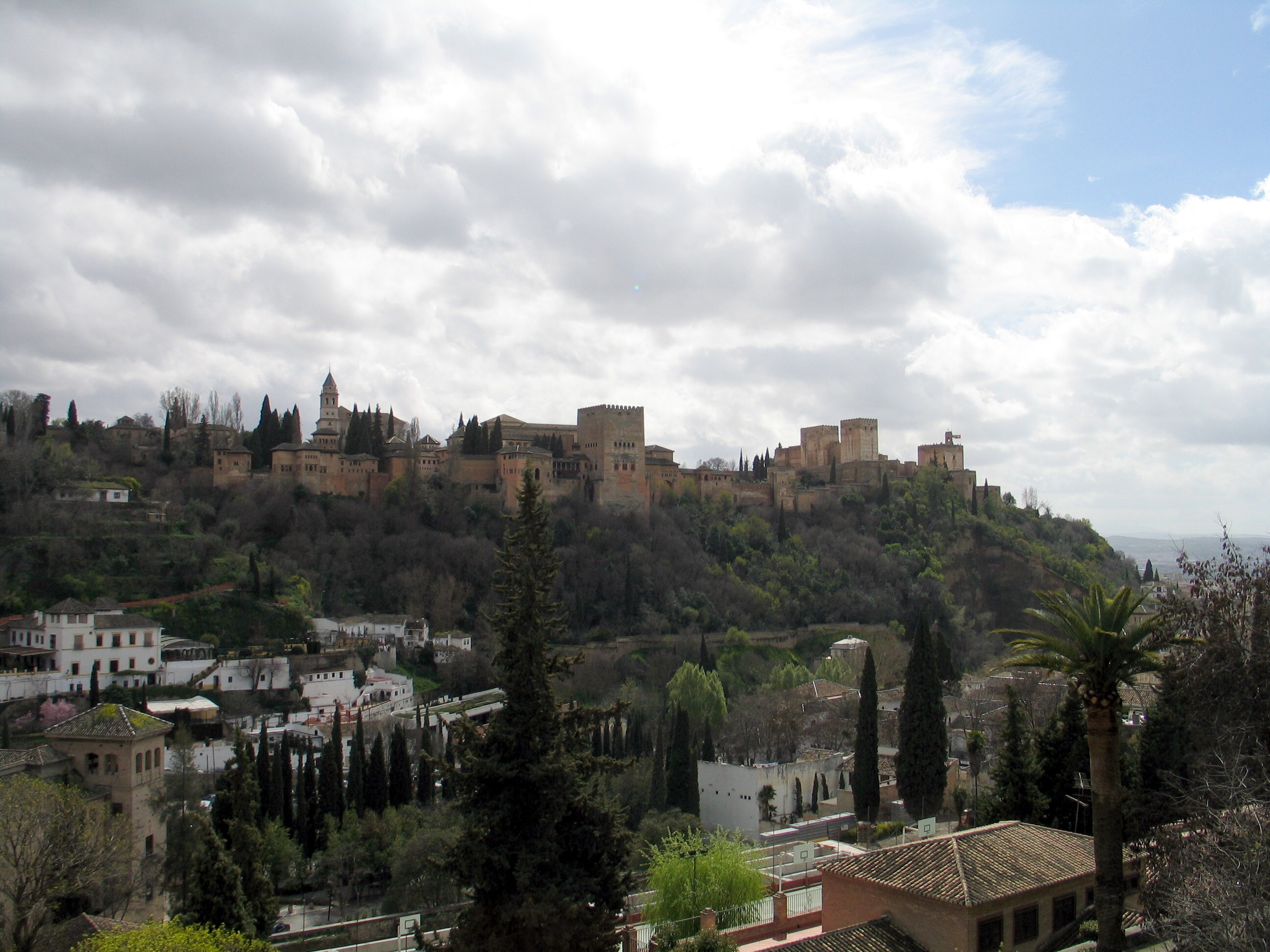
L'Alhambra visto dal Sacromonte.

Narra la leggenda che dopo la riconquista di Granada da parte dei Re cattolici furono molti i nobili arabi che intrapresero il cammino dell'esilio verso le terre africane. Portavano nel loro cuore la città dei loro padri e dei loro nonni, quella che vide nascere loro e i loro figli, la città alla quale un qualche giorno speravano di tornare.
Timorosi costoro che nel tragitto verso i porti di Almuñécar o Almería – dove si imbarcavano –, li derubassero delle loro fortune i brigranti di strada – gruppi di soldati rinnegati degli eserciti cristiani – nascosero grandi tesori tra gli ulivi che un tempo popolarono questo monte.
Parallelamente a questi fatti, ne accaddero altri, tra i quali in particolare che si diede la libertà a molti schiavi di queste famiglie di nobili arabi, poiché sarebbe stato per loro molto costoso realizzare il loro pellegrinaggio con un gran seguito. Molti di questi schiavi – che erano di razza nera –, conoscitori delle andate e dei ritorni dei loro signori al monte di Valparaíso (che così si chiamava allora), delle paure e dei pensieri di costoro, ascoltati in più di una conversazione tra di loro, organizzavano i loro stratagemmi. Recuperata la loro libertà e senza lavoro né averi, decisero di salire al monte e recuperare per sé i tesori di coloro che un tempo furono i loro signori.
Scavarono e scavarono nelle pareti di questo burrone senza successi conosciuti, e stremati per lo sforzo e senza nessun altro luogo dove rifugiarsi, lo fecero in questi buchi, che successivamente sistemarono dando luogo alle caverne dando che convertirono nelle loro case. Da qui proviene il nome di "Burrone dei Neri", essendo i suoi primi abitatori di questa razza.
Successivamente, e già mescolati con gli abitatori di etnia gitana, realizzarono più di un sortilegio in cerca del luogo esatto dove fossero nascosti i tesori. Si conoscono le attività misteriose di qualche vecchia fattucchiera "ferminibí" che parlando alcune volte con l'acqua e altre con il fuoco, o guardando senza battere ciglio una bacinella d'acqua, tentava di ottenere qualche traccia con la quale trovare i tesori perduti, dei quali attualmente si ignora se furono scoperti da qualcuno di quei cercatori, che se ne appropriarono in segreto, o se invece continuano a essere nascosti qui in un qualsiasi luogo vicino.

## Luoghi di interesse
A parte le sue numerose grotte, il principale monumento del Sacromonte è la sua abbazia, costruita dall'arcivescovo Don Pedro de Castro nel XVII secolo nel luogo dove apparvero le presunte reliquie e altre testimonianze di quelli che sarebbero stati i primi cristiani di Granada, tra i quali san Cecilio, che diveniva il suo primo vescovo, già nel I secolo, e alcuni altri uomini apostolici, compagni di san Giacomo il Maggiore. Conserva un'importantissima biblioteca con numerosi incunaboli e manoscritti, attualmente si trova chiusa. Il Sacromonte accoglie anche le scuole dell'Ave Maria, che furono fondate da Don Andrés Manjón – meglio conosciuto come "il Padre Manjón" – all'inizio del XX secolo per dare un'istruzione ai bambini gitani e le cui innovazioni pedagogiche continuano a essere vigenti
L'abbazia è sede canonica della confraternita dei gitani. C'è messa tutte le domeniche alle 12,00.
La Carrera del Darro è una successione di monumenti la cui enumerazione totale risulterebbe praticamente impossibile. Occorre citare la casa araba di Zafra, costruita alla fine del XIV secolo e oggi sede del Centro di Studi Storici; la Casa de Castril, del XVI secolo, che ha bei soffitti a cassettoni mudéjar e facciata plateresca; il Convento di Santa Catalina di Zafra, fondato nel 1520, che conserva nel suo interno una piccola casa araba dell'XI secolo; il Palazzo dei Córdova, edificato dai duchi di Montellano, oggi Archivio della città; la chiesa di Sant'Anna e sant'Egidio, del XVI secolo, ed El Bañuelo, o Baño del Nogal o de los Axares, costruito sul fiume Darro nell'XI secolo, nell'epoca del re ziride Badis, uno dei più completi tra quelli conservati in Spagna. Senza dimenticare la Fonte dell'Avellano, famosa per le citazioni di Ángel Ganivet. Accanto all'abbazia si trovano le catacombe o sante grotte dove se conservano varie cappelle, in una delle quali la tradizione dice che venne a officiare san Giacomo il Minore. Lì ha luogo il pellegrinaggio di san Cecilio.
La popolazione morisca di Granada era stata espulsa in altre parti della Spagna in seguito alla rivolta del 1568 (eccetto quei pochi moriscos fidati che avevano prestato servizio nelle forze reali, e ai quali fu permesso di rimanere nel vecchio quartiere morisco di Albaicín adiacente a Valparaiso). Verso il XIX secolo, l'area era diventata patria di una consistente comunità gitana, che come già ricordato costruì le sue case nelle grotte scavate nella roccia tenera del fianco del colle. L'area diventò famosa per la musica e la danza flamenca, ma le gravi inondazioni e le evacuazioni forzate negli anni 1960 lasciarono la popolazione del quartiere drammaticamente ridotta. Fin dai primi anni 1990, tuttavia, l'area si è lentamente sviluppata come attrazione turistica e come centro della cultura gitana.

## Feste
A Granada si celebra San Cecilio (prima domenica di febbraio) con pellegrinaggio al Sacromonte. I carnevali – a febbraio – e il giorno di Mariana Pineda – a maggio – acquistano ogni anno più importanza e anche la Settimana Santa ha raggiunto uno sviluppo spettacolare. Il quartiere del Sacromonte celebra le sue feste nella prima decina di agosto.

## Sacromontini celebri
- Mariana de Pineda Muñoz
- Chorrojumo